# Shawn Kemp
Shawn Travis Kemp, född 26 november 1969 i Elkhart i Indiana, är en amerikansk före detta professionell basketspelare (PF) som tillbringade 14 säsonger (1989–2003) i den nordamerikanska basketligan National Basketball Association (NBA), där han spelade för Seattle Supersonics, Cleveland Cavaliers, Portland Trail Blazers och Orlando Magic. Under sin karriär gjorde han 15 347 poäng (14,6 poäng per match), 1 704 assists och 8 834 rebounds, räddningar från att bollen ska hamna i nätkorgen, på 1 051 grundspelsmatcher.
Kemp draftades i första rundan i 1989 års draft av Seattle Supersonics som 17:e spelare totalt.
1994 ingick han i USA:s Dream Team II när de vann guld vid världsmästerskapet, som spelades i Hamilton och Toronto i Ontario i Kanada.